# Mesoschendyla weberi
Mesoschendyla weberi är en mångfotingart som beskrevs av Karl Wilhelm Verhoeff 1940. Mesoschendyla weberi ingår i släktet Mesoschendyla och familjen småjordkrypare. Inga underarter finns listade i Catalogue of Life.